# Bernardo Rezende
Bernardo Rocha de Rezende (bedre kendt som Bernardinho, født 25. marts 1959 i Rio de Janeiro) en tidligere brasiliansk volleyballspiller og i dag -træner.

## Karriere
Bernardo Rezende startede sin volleyballkarriere i 1979 og spillede frem til 1985. Han vandt blandt andet sølv med Brasilien ved de olympiske lege 1984 i Los Angeles, men han har vundet langt flere medaljer som træner. Bernardo Rezende blev landsholdstræner for Brasilien i 2001, og i den periode blev det blandt andet til sølv ved OL i 2008 og 2012 samt guld på hjemmebane i Rio de Janeiro i 2016. I samme periode vandt han og det brasilianske volleyballlandshold VM-guld i 2007 og 2019 i Japan. 

## Privatliv
Bernardo Rezende har været gift ad flere omgange. Først var han gift med den tidligere brasilianske volleyballspiller Vera Mossa, som blandt andet repræsenterede Brasilien ved OL 1988 i Seoul. De to fik sønnen Bruno Rezende, kaldet Bruninho, der også er blevet professionel volleyballspiller. Faktisk var Bernardo Rezende landsholdstræner for sønnen Bruninho, og sammen vandt de blandt andet guld ved OL 2016 i Rio. Bernardo blev senere gift igen med den tidligere brasilianske landsholdspiller for damelandsholdet i volleyball Fernanda Venturini i 1999. Det ægteskab ophørte i 2020. 